# Conclave de 1592

Brasão papal de Sua Santidade o papa Clemente VIII

O Conclave de 1592 (10 a 30 de janeiro) elegeu o Papa Clemente VIII em sucessão ao Papa Inocêncio IX.

## Morte de Inocêncio IX
O papa Inocêncio IX morreu em 30 de dezembro de 1591, apenas dois meses depois de seu pontificado. Isso criou a quarta sede vacante em um ano e meio desde a morte do Papa Sisto V, morto em 27 de agosto de 1590. Ele foi sucedido por Urbano VII (15 de setembro a 27 de setembro de 1590), Gregório XIV (5 de dezembro de 1590 - 16 de outubro de 1591) e Inocêncio IX (29 de outubro - 30 de dezembro de 1591), de modo que o conclave de janeiro de 1592 foi o quarto em apenas dezessete meses. Nenhuma situação semelhante ocorreu desde 1276-1277.

## Divisões no Colégio Sagrado e os principais candidatos
O Colégio Sagrado dos Cardeais foi dividido em várias facções. A mais forte delas foi a facção espanhola, com Madruzzo como líder não oficial. Eles apoiaram os interesses do rei Filipe II da Espanha. O candidato deles era Giulio Antonio Santori, chefe da Inquisição Romana, chamado cardeal S. Severina. Sua candidatura também foi apoiada pelo partido "Sixtine", que incluía os antigos favoritos e o círculo do Papa Sisto V; o líder deles era o sobrinho cardinal de Sisto, Alessandro Peretti di Montalto, vice-chanceler da Igreja. Montalto apoiou Santori como manobra tática e seu verdadeiro candidato foi Aldobrandini. Havia também um grupo numeroso de cardeais que se opunham abertamente a Santori. A maioria deles eram os velhos círculos de Gregório XIII e Pio IV e seus líderes eram Sforza, Hohenems e Marcantonio Colonna. 
Como nos dois conclaves anteriores os candidatos apoiados pela Espanha haviam vencido, pensava-se geralmente que também desta vez apenas papabilas pró-espanhóis tinham perspectivas de ganhar a eleição. Além de Santori, apenas Madruzzo, Tolomeo Gallio, Paleotti, Marco Antonio Colonna e Aldobrandini eram aceitáveis para a Espanha e parecia claro que o novo Papa seria um deles.
O conclave começou em 10 de janeiro de 1592. Na manhã seguinte, Madruzzo e Montalto, juntamente com seus seguidores, tentaram eleger Santori por aclamação, mas seu plano falhou devido à forte oposição de Hohenems e de seu partido. Posteriormente, foram seguidos os procedimentos normais de votação. Todos os dias ocorre uma votação, com os seguintes resultados: 

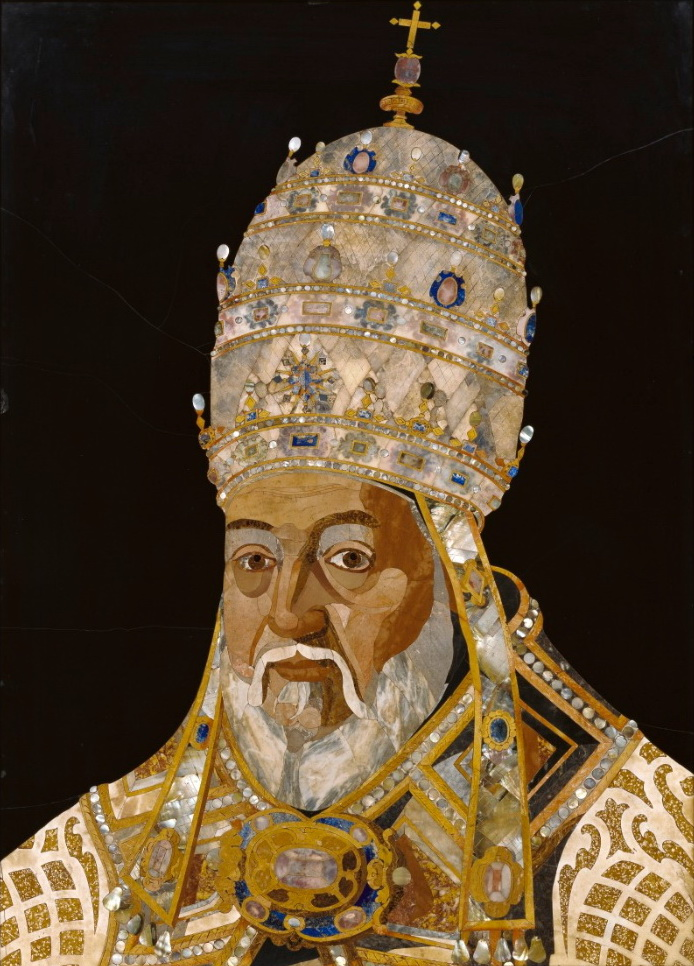
O cardeal Ippolito Aldobrandini foi eleito Papa Clemente VIII.

- 11 de janeiro - Santori - 28, Aldobrandini - 11
- 12 de janeiro - Santori - 23, Aldobrandini - 18
- 13 de janeiro - Santori - 23, Aldobrandini - 18
- 14 de janeiro - Santori - 24, Aldobrandini - 9
- 15 de janeiro - Santori - 21, Aldobrandini - 13
- 16 de janeiro - Santori - 22, Aldobrandini - 13
- 17 de janeiro - Santori - 23, Aldobrandini - 13
- 18 de janeiro -?
- 19 de janeiro - Santori - 23, Aldobrandini - 12
- 20 de janeiro - Santori - 22, Aldobrandini - 15
- 21 de janeiro - Santori - 23, Aldobrandini - 17
- 22 de janeiro - Santori - 23, Aldobrandini - 12
- 23 de janeiro - Madruzzo - 21, Santori - 18
- 24 de janeiro - Santori - 18, Aldobrandini e Madruzzo - 16 cada
- 25 de janeiro - Santori e Aldobrandini - 19 cada
- 26 de janeiro - Santori - 18, Madruzzo - 16
- 27 de janeiro - Santori - 21, Madruzzo - 16
- 28 de janeiro - Aldobrandini - 17, Santori e Madruzzo - 15 cada
- 29 de janeiro - Santori - 17, Aldobrandini - 16

Santori recebeu o maior número de votos em quase todas as votações, mas não conseguiu garantir a maioria necessária de dois terços e o apoio a ele diminuiu gradualmente. Finalmente, em 29 de janeiro, o cardeal Montalto decidiu mudar para apoiar a candidatura de Ippolito Aldobrandini e conseguiu votos significativos para ele. Madruzzo então aceitou que a oposição contra ele era muito forte e ele também mudou para Aldobrandini como sendo mais aceitável que Santori. Este foi o momento decisivo deste conclave. 

## Eleição de Clemente VIII
Em 30 de janeiro de 1592, o cardeal Ippolito Aldobrandini foi eleito por unanimidade ao papado e recebeu o nome de Clemente VIII.  Em 2 de fevereiro, ele foi consagrado ao episcopado pelo cardeal Alfonso Gesualdo, bispo de Ostia e Velletri e decano do Colégio de Cardeais. Sete dias depois, ele foi solenemente coroado por Francesco Sforza di Santa Fiora , diácono de S. Maria na Via Lata. 

## Cardeais votantes[4]
| Consistóro                    | 1592 |
| ----------------------------- | ---- |
| Dezembro 1553                 | 1    |
| Consistórios de Júlio III     | 1    |
| Fevereiro 1561                | 4    |
| Março 1565                    | 3    |
| Consistórios de Pio IV        | 7    |
| Março 1566                    | 1    |
| Maio 1570                     | 3    |
| Consistórios de Pio V         | 4    |
| Novembro 1576                 | 1    |
| Março 1577                    | 1    |
| Fevereiro 1578                | 1    |
| Dezembro 1578                 | 1    |
| Dezembro 1583                 | 13   |
| Julho 1584                    | 1    |
| Consistórios de Gregório XIII | 18   |
| Maio 1585                     | 1    |
| Dezembro 1585                 | 4    |
| Novembro 1586                 | 8    |
| Agosto 1587                   | 1    |
| Dezembro 1587                 | 6    |
| Julho 1588                    | 1    |
| Dezembro 1588                 | 2    |
| Dezembro 1589                 | 4    |
| Consistórios de Sisto V       | 27   |
| Dezembro 1590                 | 1    |
| Março 1591                    | 4    |
| Consistórios de Gregório XIV  | 5    |
| Dezembro 1591                 | 2    |
| Consistórios de Inocêncio IX  | 2    |
| Total                         | 64   |

| Criado por                 | Cardeais | Por Cento |
| -------------------------- | -------- | --------- |
| Papa Júlio III (JIII)      | 01       | 1,56 %    |
| Papa Pio IV (PIV)          | 07       | 10,94 %   |
| Papa Pio V (PV)            | 04       | 6,25 %    |
| Papa Gregório XIII (GXIII) | 018      | 28,13 %   |
| Papa Sisto V (SV)          | 027      | 42,19 %   |
| Papa Gregório XIV (GXIV)   | 05       | 7,81 %    |
| Papa Inocêncio IX (IIX)    | 02       | 3,13 %    |
| Total                      | 64       | 100 %     |

### Cardeais Bispos
| Nº | Nome                                    | Consistório    | Papa |
| -- | --------------------------------------- | -------------- | ---- |
| 1  | Alfonso Gesualdo                        | Fevereiro 1561 | PIV  |
| 2  | Innico d'Avalos d'Aragona, O.S.Iacobis. | Fevereiro 1561 | PIV  |
| 3  | Marco Antônio Colonna                   | Março 1565     | PIV  |
| 4  | Tolomeo Gallio                          | Março 1565     | PIV  |
| 5  | Gabriele Paleotti                       | Março 1565     | PIV  |
| 6  | Michele Bonelli, O.P.                   | Março 1566     | PV   |

### Cardeais Presbíteros
| Nº | Nome                                 | Consistório    | Papa  |
| -- | ------------------------------------ | -------------- | ----- |
| 7  | Girolamo Simoncelli                  | Dezembro 1553  | JIII  |
| 8  | Markus Sitticus von Hohenems         | Fevereiro 1561 | PIV   |
| 9  | Ludovico Madruzzo                    | Fevereiro 1561 | PIV   |
| 10 | Giulio Antonio Santori               | Maio 1570      | PV    |
| 11 | Girolamo Rusticucci                  | Maio 1570      | PV    |
| 12 | Nicolas de Pellevé                   | Maio 1570      | PV    |
| 13 | Pedro De Deza                        | Fevereiro 1578 | GXIII |
| 14 | Alexandre Otaviano de Médici         | Dezembro 1583  | GXIII |
| 15 | François de Joyeuse                  | Dezembro 1583  | GXIII |
| 16 | Giulio Canani                        | Dezembro 1583  | GXIII |
| 17 | Anton Maria Salviati                 | Dezembro 1583  | GXIII |
| 18 | Agostino Valier                      | Dezembro 1583  | GXIII |
| 19 | Vincenzo Lauro                       | Dezembro 1583  | GXIII |
| 20 | Filippo Spinola                      | Dezembro 1583  | GXIII |
| 21 | Jerzy Radziwiłł                      | Dezembro 1583  | GXIII |
| 22 | Scipione Lancelotti                  | Dezembro 1583  | GXIII |
| 23 | Enrico Caetani                       | Dezembro 1585  | SV    |
| 24 | Giovanni Battista Castrucci          | Dezembro 1585  | SV    |
| 25 | Domenico Pinelli                     | Dezembro 1585  | SV    |
| 26 | Ippolito Aldobrandini, sênior        | Dezembro 1585  | SV    |
| 27 | Girolamo della Rovere                | Novembro 1586  | SV    |
| 28 | Girolamo Bernerio, O.P.              | Novembro 1586  | SV    |
| 29 | Antonio Maria Galli                  | Novembro 1586  | SV    |
| 30 | Costanzo da Sarnano, O.F.M.Conv.     | Novembro 1586  | SV    |
| 31 | Benedetto Giustiniani                | Novembro 1586  | SV    |
| 32 | William Allen                        | Agosto 1587    | SV    |
| 33 | Scipione Gonzaga                     | Dezembro 1587  | SV    |
| 34 | Antonio Maria Sauli                  | Dezembro 1587  | SV    |
| 35 | Giovanni Evangelista Pallotta        | Dezembro 1587  | SV    |
| 36 | Giovanni Francesco Morosini          | Julho 1588     | SV    |
| 37 | Agostino Cusani                      | Dezembro 1588  | SV    |
| 38 | Francesco Maria Del Monte            | Dezembro 1588  | SV    |
| 39 | Mariano Pierbenedetti                | Dezembro 1589  | SV    |
| 40 | Gregorio Petrocchini, O.E.S.A.       | Dezembro 1589  | SV    |
| 41 | Paolo Emilio Sfondrati               | Dezembro 1590  | GXIV  |
| 42 | Ottavio Paravicini                   | Março 1591     | GXIV  |
| 43 | Giovanni Antonio Facchinetti de Nuce | Dezembro 1591  | IIX   |

### Cardeais Diáconos
| Nº | Nome                           | Consistório   | Papa  |
| -- | ------------------------------ | ------------- | ----- |
| 44 | André da Áustria               | Nevembro 1576 | GXIII |
| 45 | Simeone Tagliavia d'Aragonia   | Dezembro 1583 | GXIII |
| 46 | Francesco Sforza               | Dezembro 1583 | GXIII |
| 47 | Alessandro Peretti di Montalto | Maio 1585     | SV    |
| 48 | Girolamo Mattei                | Novembro 1586 | SV    |
| 49 | Ascanio Colonna                | Novembro 1586 | SV    |
| 50 | Frederico Borromeu             | Dezembro 1587 | SV    |
| 51 | Guido Pepoli                   | Dezembro 1589 | SV    |
| 52 | Ottavio Acquaviva d'Aragona    | Março 1591    | GXIV  |
| 53 | Odoardo Farnese                | Março 1591    | GXIV  |
| 54 | Flaminio Piatti                | Março 1591    | GXIV  |

### Cardeais ausentes

#### Cardeais Presbíteros
| Nº | Nome                          | Consistório   | Papa  |
| -- | ----------------------------- | ------------- | ----- |
| 55 | Gaspar de Quiroga y Vela      | Dezembro 1578 | GXIII |
| 56 | Rodrigo de Castro Osorio      | Dezembro 1583 | GXIII |
| 57 | Charles II de Bourbon-Vendôme | Dezembro 1583 | GXIII |
| 58 | Philippe de Lenoncourt        | Novembro 1586 | SV    |
| 59 | Pierre de Gondi               | Dezembro 1587 | SV    |
| 60 | Filippo Sega                  | Dezembro 1591 | IIX   |

#### Cardeal Diácono
| Nº | Nome                                       | Consistório   | Papa  |
| -- | ------------------------------------------ | ------------- | ----- |
| 61 | Albrecht VII Habsburg                      | Março 1577    | GXIII |
| 62 | Andrew Báthory                             | Julho 1584    | GXIII |
| 63 | Hugues Loubenx de Verdalle, O.S.Io.Hieros. | Dezembro 1587 | SV    |
| 64 | Carlo di Lorena                            | Dezembro 1589 | SV    |